# Coventry Transport Museum

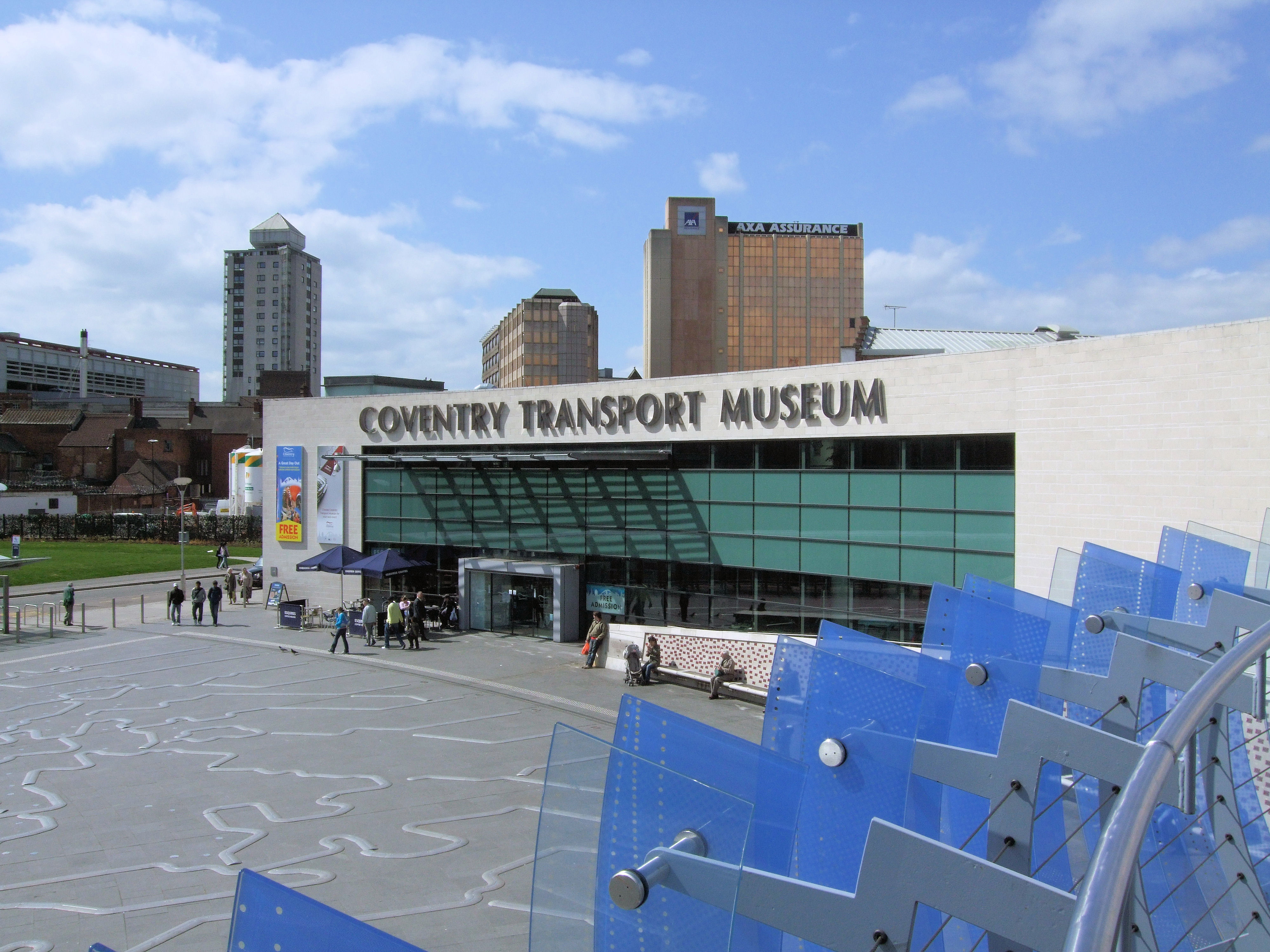

Het Coventry Transport Museum (vroeger Museum of British Road Transport) is een museum in het Engelse Coventry. Het museum werd opgericht in 1980. De collectie omvat meer dan 240 auto's, 200 fietsen en 100 motorfietsen. Er is onder andere aandacht voor merken uit Coventry: Jaguar, Triumph, Humber, Standard. Pronkstukken in het museum zijn onder meer de Thrust 2 en de Thrust SSC, de Britse straalauto's die respectievelijk in 1983 en 1997 het snelheidsrecord over land braken, en enkele van de koninklijke auto's - de staatslimousines van Queen Mary en King George V.